# Gastón Acurio
Gastón Acurio, né le 30 octobre 1967 à Lima, est un chef cuisinier, écrivain et entrepreneur péruvien.
Il a donné une forte impulsion à la diffusion de la gastronomie péruvienne.

## Biographie
Gastón Acurio Jaramillo est le fils de l'ex-sénateur et ancien ministre, Gastón Acurio Velarde, et de Jesusa Jaramillo Rázuri.
Son père voulait que Gastón soit avocat ; cependant, il est finalement diplômé du Cordon Bleu de Paris, après avoir abandonné ses études de droit à l'université de Lima.
Il est marié avec Astrid Gutsche, également cuisinière — d'où le nom de son restaurant, Astrid & Gastón.
La marque Astrid & Gastón, créée en 1994, possède actuellement des établissements au Pérou, au Chili, en Colombie, en Équateur, au Venezuela, au Panamá, en Espagne, au Mexique, en Argentine et prochainement en Grande-Bretagne et à Paris (France).
Gastón Acurio est propriétaire de plusieurs autres restaurants au Pérou et dans différents pays du monde, dont plusieurs sont devenus des franchises :
- une chaîne de boulangerie et produits de charcuterie ; le restaurante-bistrot-pasteleria Tanta, qui possède actuellement des établissements au Pérou, au Chili, en Bolivie, en Espagne et aux États-Unis.
- La cebichería La Mar, qui possède actuellement des établissements au Pérou, à Santiago du Chili, à San Francisco, à Mexico, à São Paulo, à Panamá et à Bogota ;
- la « sangucheria », par la suite rachetée par le Groupe WU, qui exploite la franchise de « pollo a la brasa », Pardos Chicken et bien d'autres ;
- L'anticuchería Panchita ;
- La juguería La Pepa ;
- la chifa Madam Tusan.
- et aussi Chicha, une marque pour un restaurant régional qui trouve sa source d'inspiration dans la cuisine et les ingrédients locaux, actuellement présent à Arequipa et à Cuzco.

En outre, il possède son propre programme de télévision (sur Plus TV) et publie des articles sur la cuisine dans diverses revues.
Dans le film Ratatouille de Disney & Pixar, il a participé en prêtant sa voix à l'un des personnages de la version doublée en espagnol.
En 2009, il a organisé la deuxième Foire gastronomique internationale de Lima, « Mistura 2009 », où 150 000 personnes ont pu apprécier des plats péruviens, des concours gastronomiques, des films et conférences, et où ont été récompensés les meilleurs représentants de la cuisine péruvienne. En 2009, il fut aussi désigné par les médias comme le « Péruvien de l'année ».
En 2011, il anime le programme MasterChef Perú pour América Televisión.
En 2013, il reçoit le prix The Diners Club® Lifetime Achievement Award - Amérique latine 2013, et son restaurant Astrid & Gaston est choisi comme « meilleur restaurant de l'Amérique latine » selon le San Pellegrino - 50 meilleurs restaurants de l'Amérique latine.

## Œuvres écrites
Il est l'auteur de plusieurs livres sur la cuisine, dont :
- Perú, una Aventura Culinaria, décembre 2002 ;
- Cocina casera para los tiempos de hoy, mars 2003 ;
- Las cocinas del Perú por Gaston Acurio (10 tomes), septembre 2006 ;
- Larousse de la Gastronomía Peruana, novembre 2008 ;
- 500 años de fusión, septembre 2008[1].